# Pierre de Fermat
Pierre de Fermat, né dans la première décennie du XVIIe siècle, à Beaumont-de-Lomagne (département actuel de Tarn-et-Garonne), près de Montauban, et mort le 12 janvier 1665 à Castres (département actuel du Tarn),, est un magistrat, polymathe et surtout mathématicien français, surnommé par E.T. Bell « le prince des amateurs ». Il est aussi poète, habile latiniste et helléniste, et s'est intéressé aux sciences et en particulier à la physique ; on lui doit notamment le principe de Fermat en optique. Il est particulièrement connu pour avoir énoncé le dernier théorème de Fermat, dont la démonstration n'a été établie que plus de 300 ans plus tard, par le mathématicien britannique Andrew Wiles en 1994.

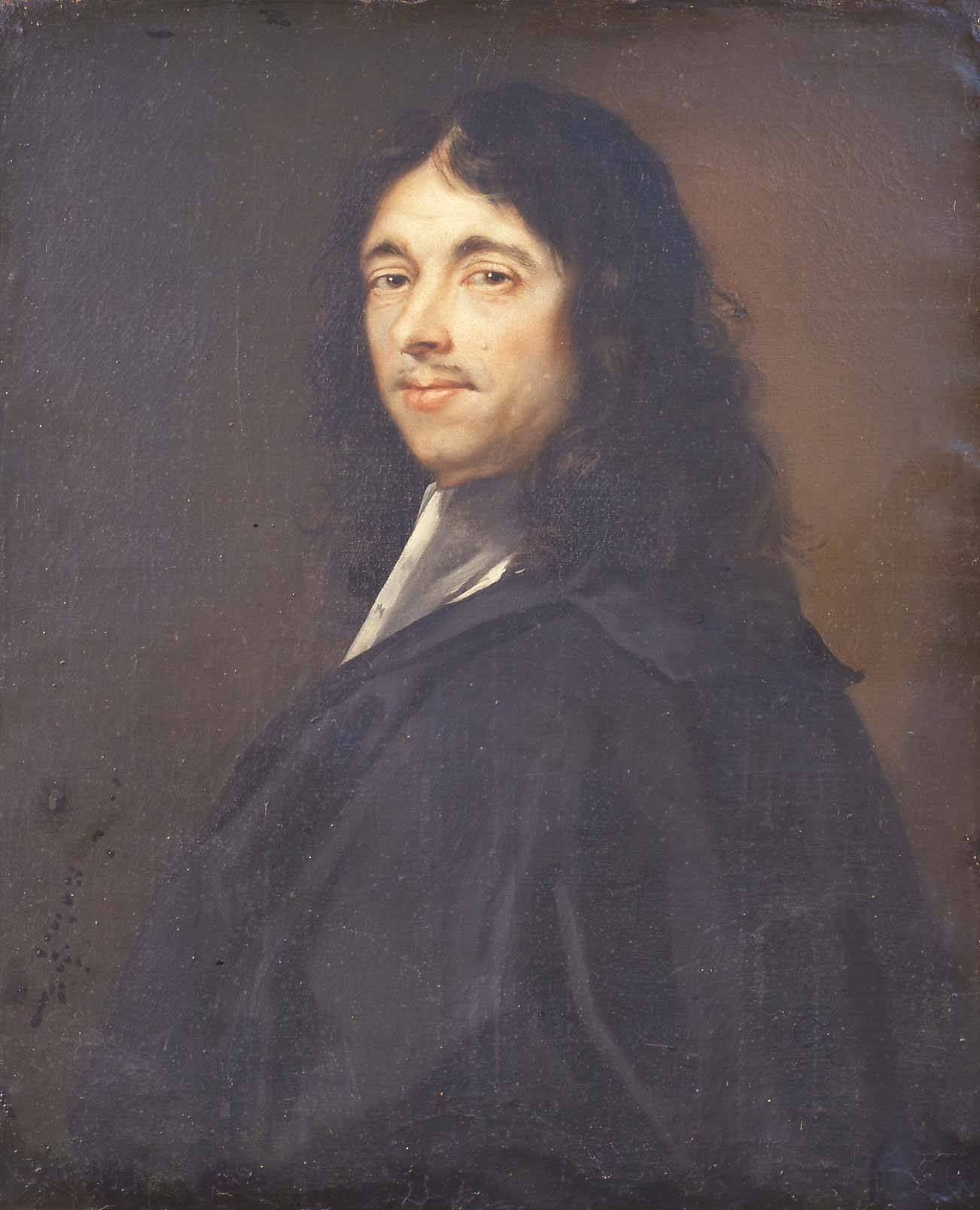
Portrait de Pierre de Fermat (Rolland Lefebvre)

## Biographie

### Origines familiales

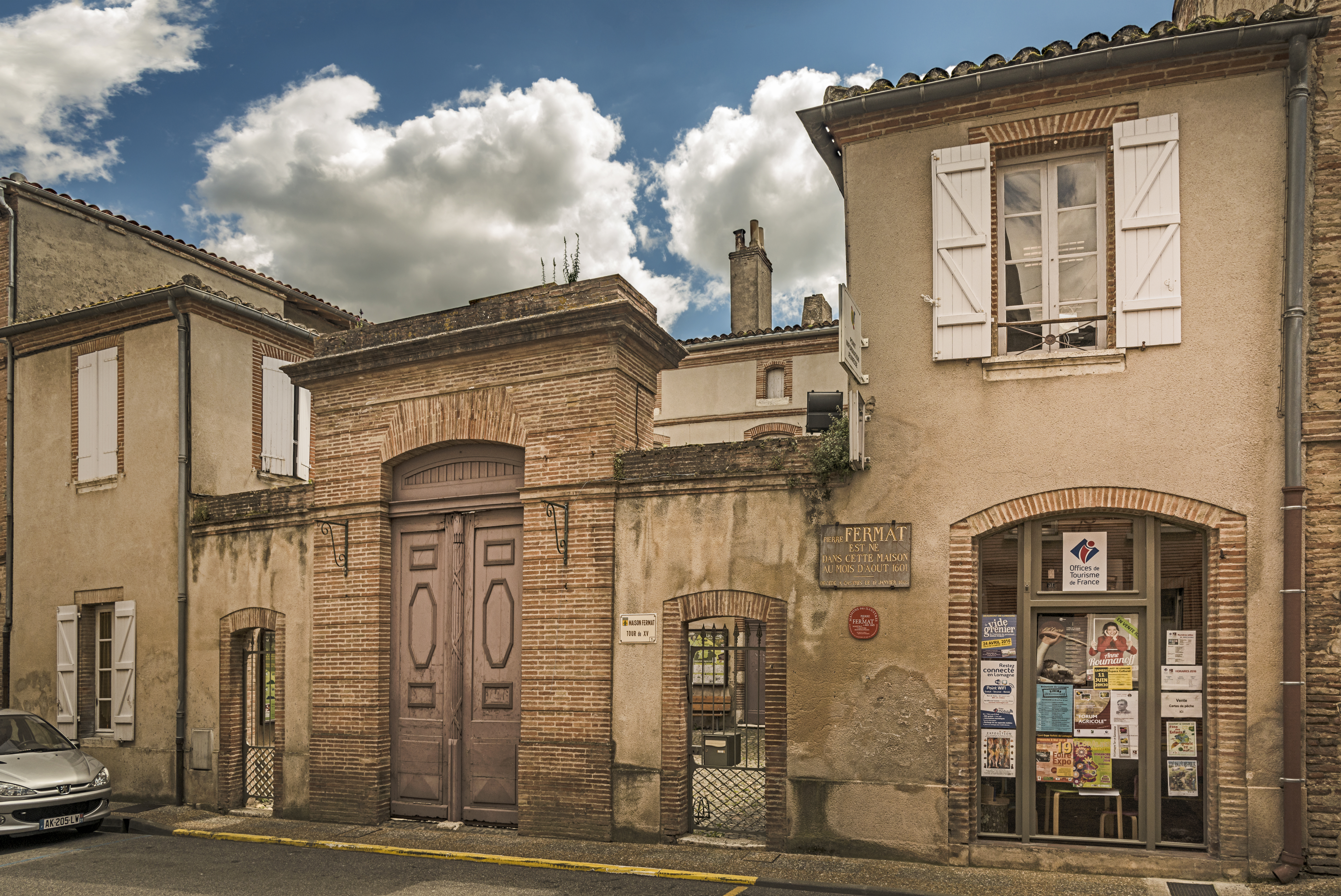
Hôtel Fermat - Beaumont-de-Lomagne

Son père, Dominique Fermat, était un marchand aisé de Beaumont-de-Lomagne. Ce bourgeois et second consul de la ville de Beaumont est connu comme marchand de cuir (et autres denrées) ; il s'est marié successivement à Françoise Cazeneuve, fille d'un marchand aisé (et ce jusqu'en 1603 au moins), puis à Claire de Long, fille de Clément de Long seigneur de Barès (et ce avant 1607). On ne sait cependant laquelle de ces deux femmes fut la mère du mathématicien,. Plusieurs documents témoignent de la naissance d'un enfant Fermat du nom de Pierre, l'un baptisé le 20 août 1601, un autre le 31 octobre 1605, un autre document le faisant naître en 1607 ou 1608. Il avait, semble-t-il, un frère Clément et deux sœurs, Louise et Marie.
La maison où est né le mathématicien (et qui abrite de nos jours un musée dédié au mathématicien ainsi que l'Office de Tourisme Intercommunal) est bien identifiée : elle fut occupée, de 1577 à 1707, par quatre générations de Fermat. En revanche, on ignore où Pierre de Fermat a effectué ses études primaires. Par la suite, il suit des études de droit à Toulouse et à l'université d'Orléans, dont il sort bachelier de droit civil en 1631.

### Premiers pas
Dès 1627, Fermat, avocat à Bordeaux, fréquente vraisemblablement les milieux scientifiques et juridiques autour du président Jean d'Espagnet et de son fils, Étienne. Il y rencontre le secrétaire royal Jean de Beaugrand et s'initie aux notations algébriques de Viète au travers d'un exemplaire prêté par son ami d'Espagnet. Selon les affirmations contenues dans ses lettres à Mersenne, il entretient Étienne d'Espagnet de sa méthode de maximis et minimis dès cette époque. Il affirme également avoir produit une méthode pour les carrés magiques. Hormis cela, sa formation en tant que mathématicien n'est que peu connue ; il semble qu'il se soit même éloigné de ces recherches pendant un temps.
En 1631, il s'installe à Toulouse pour poursuivre une carrière dans la magistrature. Il achète une charge de commissaire aux requêtes au sein du parlement de Toulouse dans laquelle il est installé le 14 mai. Les commissaires aux requêtes du palais, bien que jouissant du titre de conseiller du roi, ne faisaient pas partie de la cour de parlement proprement dite. À l’époque cette chambre, autrefois composée des plus vieux conseillers, servait au contraire, et depuis longtemps déjà, aux jeunes magistrats débutants, qui de là passaient ensuite dans les chambres plus prestigieuses du parlement, la Grand'chambre et les chambres des enquêtes. Fermat épouse à Toulouse (paroisse Saint-Étienne), le 1er juin (bans le 20 avril à Beaumont) de la même année, Louise de Long, fille de Clément de Long, un des principaux conseillers du Parlement, cousine éloignée, avec laquelle il aura sept enfants : Clément-Samuel, Claire, Jean, Catherine, Bertrand, Louise et Jeanne.
Clément-Samuel deviendra juriste et achètera en 1662 à son beau-frère la charge de conseiller en la Cour et commissaire aux requêtes du palais au parlement de Toulouse ; Jean sera archidiacre de Fimarcon, en Lomagne gersoise ; Claire fondera une famille de six enfants avec Guillaume de Melet ; Catherine et Louise deviendront religieuses franciscaines à Toulouse et Bertrand et Jeanne mourront en bas âge.
Fermat ne rencontrera jamais François Viète, décédé en 1603, quand il n'a peut-être que deux ans, mais il noue des liens avec l'un de ses disciples, Jean de Beaugrand, qui va devenir son ami et son collègue jusqu'à sa mort. En 1629, à vingt-huit ans, Fermat commence déjà à manifester les premiers signes de son talent mathématique et envoie à Beaugrand un exemplaire de sa reconstitution d'une œuvre perdue du géomètre grec Apollonius de Perge, De locis planis (Sur les lieux [géométriques] plans). Il persiste à se faire connaître au début des années 1630, par la publication de courts traités, la plupart consacrés à la géométrie.

### Fermat et l'académie de Mersenne

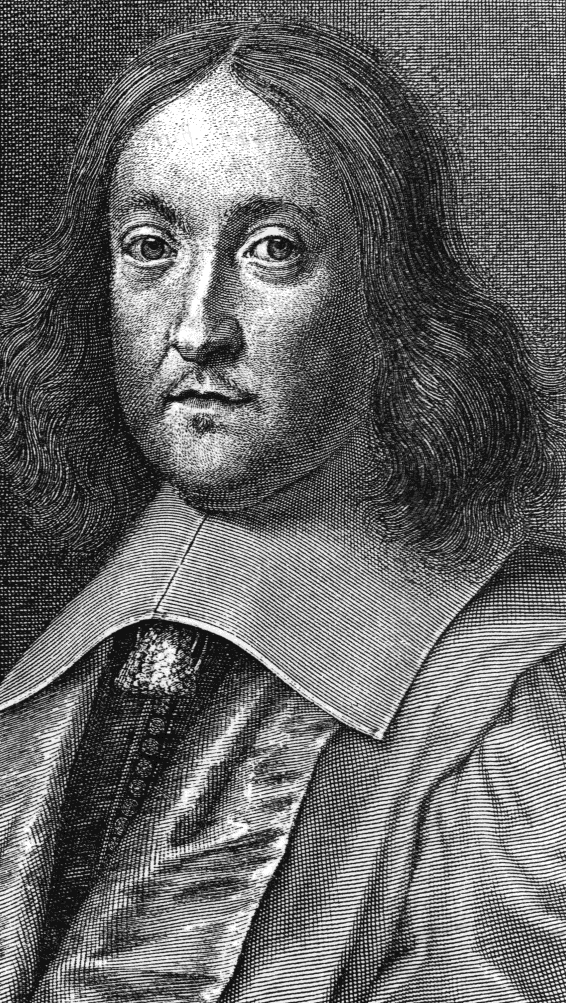
Pierre de Fermat

Dès 1636, il entre en correspondance avec Marin Mersenne, et dans sa première lettre lui demande quelles nouveautés ont paru en mathématiques depuis les cinq dernières années. La même année, il publie sa traduction d'Apollonios de Perga, De Locis planis, Des lieux plans. En 1638, il expose au public sa méthode des minima. Le 18 janvier, Descartes l'attaque dans une lettre à Mersenne sur sa passion, qu’il partage avec Viète, Ghetaldi et Snell, de s'appliquer à restaurer les Grecs.
Quoiqu'il ne semble pas s'être rendu à Paris, ses amis mathématiciens le représentent auprès de Mersenne. Ce sont Beaugrand, Étienne Pascal et Roberval qu'il charge de soutenir ses idées, lorsque, en 1640, il y a la première controverse avec Descartes au sujet de l'optique.
Il correspond avec Torricelli, Carcavi, John Wallis, William Brouncker, Frénicle... Comme il demande systématiquement de démontrer par la preuve les théories qu'il avance, cette exigence ravive quelquefois l'ire des autres envers lui. N'écrit-il pas à Mersenne : « J'ay si peu de commodité d'escrire mes démonstrations, que je me contente d'avoir découvert la vérité et de sçavoir le moyen de la prouver, lorsque j'auray le loisir de le faire. ». Et à Roberval : « Je ne doute pas que la chose n'eût pu se polir davantage, mais je suis le plus paresseux de tous les hommes. »
L'année qui suit, Descartes provoque une nouvelle dispute à propos de la généralité de la méthode de Fermat (méthode de maximis et minimis) à déterminer correctement les tangentes d'une courbe algébrique. Celle-ci se fait encore par la médiation de Mersenne. Roberval et Étienne Pascal, convaincus par la méthode de Fermat, même s'ils la maîtrisent mal, prennent son parti, tandis que Descartes est soutenu par Claude Mydorge et Claude Hardy.
Pour mettre fin à la polémique, Fermat transmet à Descartes une lettre où il décrit plus précisément sa méthode, lettre qui commence par ces mots :
« La méthode générale pour trouver les tangentes des lignes courbes mérite d'être expliquée plus clairement qu'elle ne semble l'avoir été. »
Descartes lui répond :

« Je n'ai pas eu moins de joie de recevoir la lettre par laquelle vous me faites la faveur de me promettre votre amitié, que si elle me venait d'une maîtresse dont j'aurais passionnément désiré les bonnes grâces. »

 […] « Et voyant la dernière façon dont vous usez pour trouver les tangentes des lignes courbes, je n'ai autre chose à y répondre, sinon qu'elle est très bonne et que si vous l'eussiez expliquée au commencement en celte façon, je n'y eusse point du tout contredit. »
Ainsi Descartes admet la pertinence de la méthode de Fermat, méthode qui deviendra par la suite le fondement du calcul différentiel.

### Castres

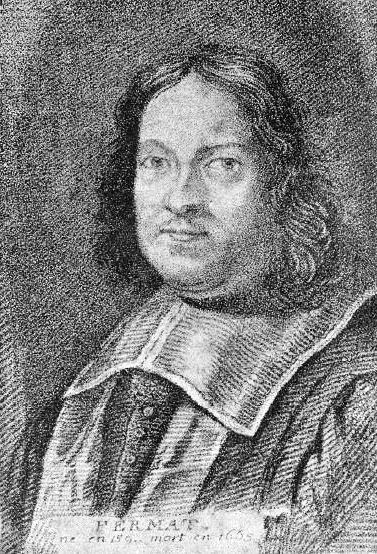
Gravure du musée Saint-Raymond.

Mais en dépit de cette activité épistolaire et mathématique, Fermat remplit ses tâches de magistrat avec fidélité et assurance ; il achète, en 1637, une charge plus importante, celle de conseiller en la première chambre des enquêtes du parlement. Les lettres patentes sont signées le 30 décembre 1637 et Fermat est installé le samedi 16 janvier suivant. Il est délégué pour servir à Castres cette année-là comme conseiller catholique à la chambre de l'Édit, division du parlement composée de magistrats catholiques et protestants et chargée d'appliquer l'édit de Nantes. Les nominations des magistrats catholiques sont faites pour un an et Fermat, qui apprécie notamment les discussions au sein de l'Académie de Castres, y est nommé à nouveau en 1642, 1644, 1645, 1648 et 1649.
Des nombreuses lettres échangées avec l’érudit Jacques de Ranchin, membre de la chambre de l'Édit de Castres et traducteur d'ouvrages grecs, il ne nous reste, hélas, qu'une seule lettre de la main de Fermat. Par ailleurs, c'est à Castres, par l'Académie culturelle, qu'il rencontre le médecin polymathe Pierre Borel. Celui-ci le présente à Claude Hardy, autre polymathe parisien. Dans ces cercles d'érudits, il est courant qu'on s'adresse à Fermat pour éclaircir une traduction ou confirmer une citation. Ainsi a-t-on prétendu, avec vraisemblance, qu'il fut membre des Lanternistes. Néanmoins, des études de 1858 tendent à montrer qu'il s'agit de son fils, Clément Samuel.
Ces activités littéraires et scientifiques ne l'empêchent pas pour autant de progresser dans sa carrière. En 1652, la peste qui ravage la France s'attaquera à lui, mais il y fera face et la combattra. Il exerce à partir de cette année-là à la Tournelle, et enfin, deux ans plus tard, à la Grand’chambre où il lit son premier rapport. Profond jurisconsulte, Fermat semble avoir exercé ses fonctions de magistrat consciencieusement et avec jugement mais sans passion pour son emploi ; il n'est pas des amis de Gaspard de Fieubet, le président du Parlement, et si un de ses amis de Castres, l'avocat Pierre Saporta, affirme qu'il fut d'une grande intégrité dans les affaires du Palais, d'autres rapports sont plus sévères sur son activité en ce domaine. Colbert en particulier, dans un rapport secret sur la magistrature en juge ainsi : « Parlement de Toulouse : Fermat, personne très érudite, a commercé dans tous les domaines avec les sages, mais de manière assez intéressée. Plutôt mauvais orateur. ».
Parmi ses amis et ses correspondants de Toulouse et de Castres, on compte encore le père jésuite Lalouvère et le minime Emmanuel Maignan, qui ont quelques connaissances mathématiques. Néanmoins, ses talents s'exercent généralement à côté de son travail de magistrat, au travers de ses lettres avec le Père Mersenne, et en 1654, au travers de sa correspondance avec Blaise Pascal, puis en 1659 par ses échanges avec Carcavi et la publication de sa « relation des nouvelles découvertes en la science des nombres » qui le font connaître comme un des mathématiciens les plus ingénieux de son temps.

### Derniers travaux

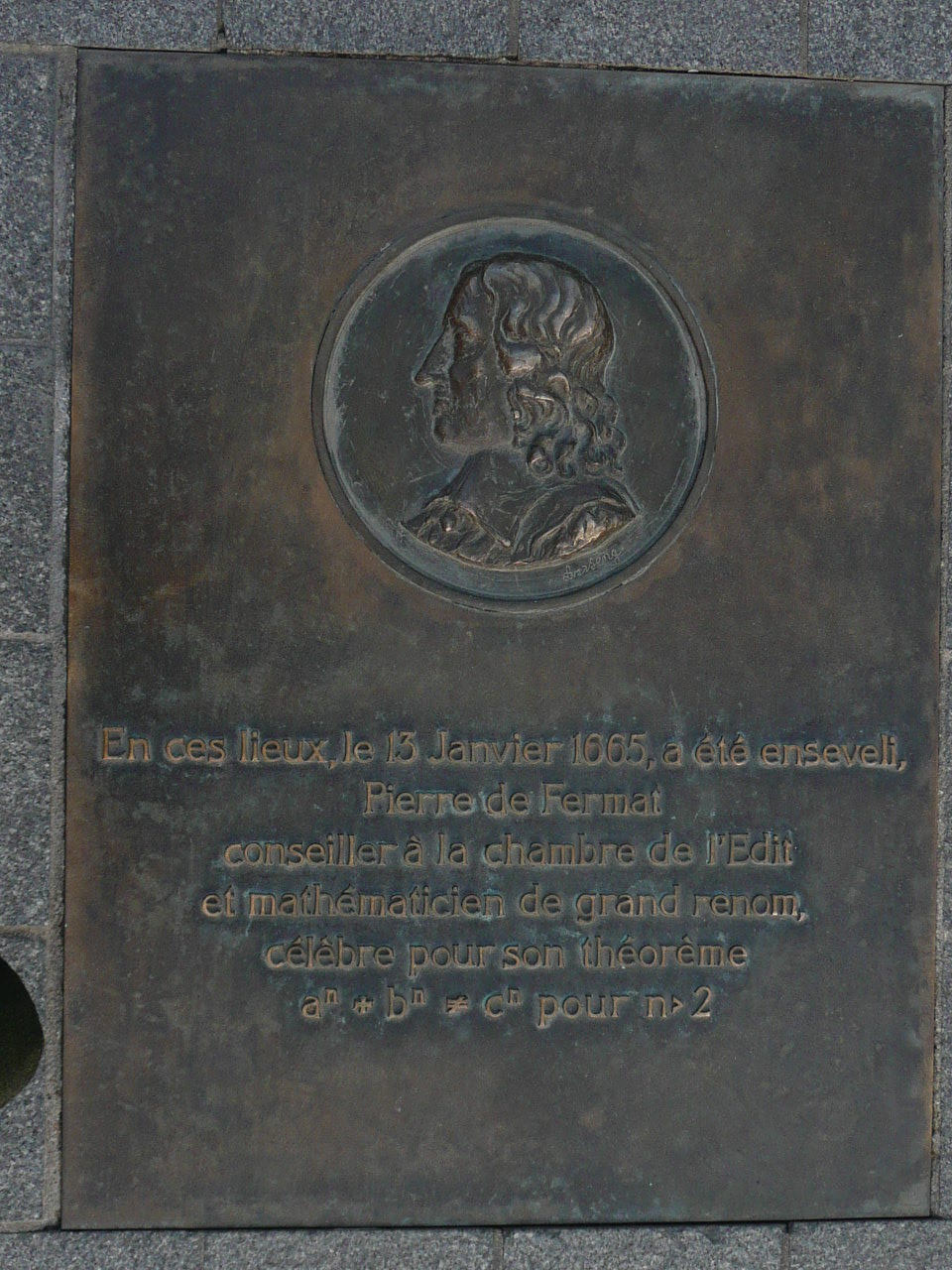
Plaque posée place Jean-Jaurès, à Castres, où Fermat a été enterré ; on y mentionne son « dernier » théorème.

Pierre de Fermat, profond érudit, très créatif, publie pourtant très peu. Les grands écrits que l'on a retrouvés de lui sont des annotations dans des textes renommés tels l'Arithmetica de Diophante et une partie de sa correspondance avec les scientifiques du XVIIe siècle, parmi lesquels Bacon, dont il est un lecteur passionné. Tous deux partagent l’intense désir d'apporter de nouvelles idées « qui ne figuraient pas dans les livres ».
Fermat, vivant « avec enthousiasme le réveil de la science nouvelle » se plait, encore plus que ses correspondants, à lancer des défis mathématiques. Afin aussi de permettre au lecteur de poursuivre sa propre réflexion, il livre rarement davantage que quelques indices de ses solutions, à moins que la situation ne l’exige.
Il commente, en l'étendant, Diophante, et rétablit avec une admirable sagacité plusieurs ouvrages perdus d'Apollonius et d'Euclide. Tant par sa vie, assez peu connue, que par la rareté de sa production, Fermat laisse après lui l'image d'un savant trop discret, dissimulant ses méthodes, et laisse le regret que quelques-unes se soient perdues avec lui. Ce n'est qu'en 1670 que son « dernier » théorème (mentionné dans une note marginale de son Diophante) est exposé au public.
Il publie en 1660, sans le signer de son nom, un important traité de géométrie, De linearum curvarum cum lineis rectis comparatione dissertatio geometrica. En 1662 il publie son mémoire, écrit cinq ans plus tôt : Synthèse pour les réfractions. Il s'oppose ainsi de façon définitive à Descartes, qui dans sa dioptrique, expliquait les lois de l'optique en comparant la lumière à une balle soumise à diverses forces. Fermat se base sur le principe qui anime toute sa vie : « La nature agit toujours par les voies les plus courtes et les plus simples. » Les discussions reprennent avec les épigones du philosophe de La Haye, Clerselier et Cureau de la Chambre. Élégant comme à son habitude, Fermat finit par abandonner la lutte, pourvu qu'on lui reconnaisse ses mérites de géomètre. La suite de l'histoire des sciences lui donnera raison.
Après 1660, sa santé devient chancelante. Le 9 janvier 1665, il fait le rapport d'une affaire à la chambre de l'Édit de Castres ; le 12 du même mois, il cesse de vivre. Il est enterré le 13 janvier, en présence de tous les magistrats catholiques du parlement, qui ont annulé les audiences du jour. Son éloge par Charles Perrault est publié un mois après sa mort dans le Journal des Savants (le 7 février). Dix ans après sa mort, la dépouille de Fermat est transférée et inhumée dans l'église du couvent des Augustins de Toulouse.

### Après sa mort
Il ne reste après son décès qu'une importante correspondance dispersée dans toute l'Europe.

Clément-Samuel, fils aîné de Pierre de Fermat, publie en 1670 une édition des Arithmétiques de Diophante annotée par son père, puis en 1679 une série d'articles et une sélection de sa correspondance sous le nom de Varia opera mathematica,. En 1839, Guglielmo Libri soustrait un certain nombre de manuscrits, dont une partie seulement sera récupérée. En 1840, tous ses théorèmes et conjectures, sauf le « dernier théorème », ont été traités.
Charles Henry et Paul Tannery publient, au début du XXe siècle, les Œuvres de Fermat en quatre volumes ; un supplément sera ajouté par C. de Waard en 1922.

## Contributions

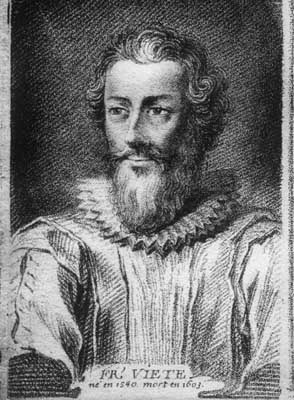
François Viète.

Il partage avec Viète, dont il utilise les notations et Descartes, avec qui il fut en conflit,,,,, la gloire d'avoir appliqué l'algèbre à la géométrie.
d'Alembert voyait dans ses travaux la première application du calcul infinitésimal, jugement que partagèrent Arbogast, Lagrange et Laplace. Il imagina, en effet, pour déterminer les tangentes, une méthode, dite de maximis et minimis, qui le fait regarder comme le premier inventeur du calcul différentiel et le premier à utiliser des formules de dérivation (cependant, les découvertes de l'école du Kerala, en Inde, entre le XIVe et le XVIe siècle, sont souvent considérées comme ayant anticipé ces résultats).
Fermat contribue dans son échange épistolaire avec Blaise Pascal à élaborer les bases du calcul des probabilités, une mathématique du hasard que provoque l'étude du problème des partis du chevalier de Méré. Mais sa contribution majeure concerne la théorie des nombres et les équations diophantiennes. Auteur de plusieurs théorèmes ou conjectures dans ce domaine, il est au cœur de la « théorie moderne des nombres. »
Il est très connu pour deux « théorèmes » :
- le « petit théorème de Fermat » ;
- le « dernier théorème de Fermat » ; ce dernier n'était qu'une conjecture et l'est restée durant plus de trois siècles de recherches fiévreuses.

### Querelles avec Descartes

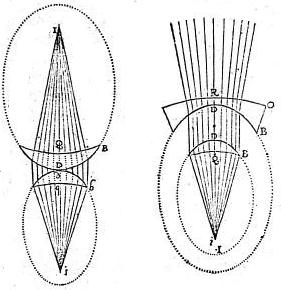
Une illustration de La Dioptrique de Descartes

#### Dioptrique
Descartes publie en 1637 son traité de la méthode et une dioptrique, dans laquelle il expose les Lois de Snell-Descartes. Celles-ci décrivent le comportement de la lumière à l'interface de deux milieux. L'énoncé de la loi des sinus est attribuée à Snell dans le monde entier (sauf en France)[réf. nécessaire] ; et il est possible que Descartes ait eu connaissance de celle établie auparavant par Snell ; le professeur Rivet, professeur de théologie en relation avec le Père Mersenne, pourrait fort bien l'avoir communiquée à Descartes, tout comme son ami Isaac Beeckman, ancien élève de Snell.
Lorsqu'il tente de justifier cette loi, Descartes commet cependant quelques bévues. Considérant le trajet de la lumière comme celui d'une balle, la déviation qu'elle subit, il explique que dans un milieu plus dense, la vitesse en est accélérée. Cette explication (infirmée par Léon Foucault), sera fort justement critiquée par Fermat :
« Jean de Beaugrand ayant parcouru le manuscrit de la « dioptrique » se hâta de l'envoyer à Toulouse par la voye de Bordeaux, pour le faire lire à Monsieur De Fermat, conseiller au parlement de Languedoc, qui avait témoigné une passion plus qu'ordinaire pour voir ce qui viendrait de la plume de M Descartes. »
 affirme Adrien Baillet. La réalité semble moins romanesque : consulté par Mersenne, Fermat décèle dans cette dioptrique deux erreurs importantes ; il ne trouve pas convaincante « l'inclination au mouvement » par laquelle Descartes croit pouvoir expliquer les angles d'incidence des phénomènes de réfraction. Dans les raisons qu'il donne à ce que les milieux traversés ne s'opposent pas de la même façon au mouvement d'une balle et à celui de la lumière, Descartes prétend à la fois que le mouvement de la lumière est instantané et qu'elle va moins vite dans l'air que dans l'eau. En septembre 1637, Fermat rédige ses impressions à Mersenne. Il y relève la contradiction. Descartes, alerté, répond aussitôt à Mersenne :

« le défaut qu'il trouve en ma démonstration n'est qu'imaginaire et montre assez qu'il n'a regardé mon traité que de travers. […] et si vous aviez envie par charité de le délivrer de la peine qu'il prend de rêver encore sur cette matière… »

La querelle qui s'ensuit permet alors à Fermat de faire montre de rigueur et de sang-froid :

«  Ce n'est pas point par envie ni par émulation que je continue cette petite dispute, écrit-il à Mersenne, mais seulement pour découvrir la vérité; de quoi j'estime que M. Descartes ne me saura pas mauvais gré, d'autant plus que je connais son mérite très éminent, et que je vous en fais ici une déclaration très expresse. »

Pour autant, la querelle sur la dioptrique en reste là. Ce n'est qu'après la mort de Descartes, quinze ans plus tard, que Fermat parviendra à une formulation satisfaisante de son principe de durée minimale (Œuvres de Fermat, t. III, 149-156), expliquant le trajet de la lumière dans des milieux d'indices différents. C'est ainsi qu'il met à jour le principe de Fermat, principe fondamental de l'optique géométrique qui décrit la forme du chemin optique d'un rayon lumineux et s'énonce ainsi :
la lumière se propage d'un point à un autre sur des trajectoires telles que la durée du parcours soit extrémale. Il permet de retrouver la plupart des résultats de l'optique géométrique, en particulier les lois de la réflexion sur les miroirs, les lois de la réfraction…

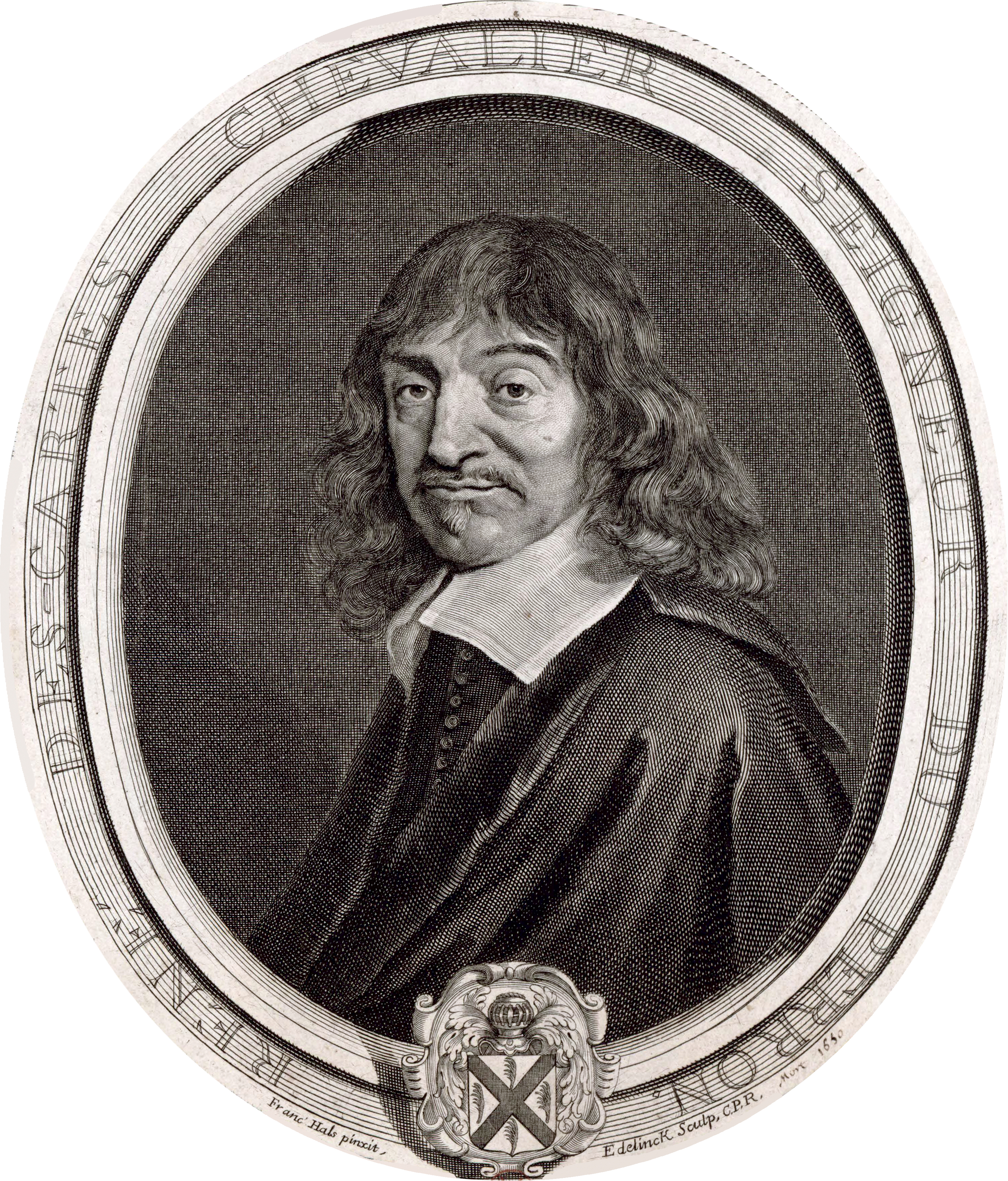
René Descartes.

#### Méthode des tangentes
À la fin de l'année 1637, Descartes reçoit de Mersenne l'essai de Fermat intitulé Methodus ad disquirendam maximám et minimam (voir adégalité), le philosophe reprend alors son « procès en mathématiques » contre monsieur Fermat en janvier 1638. Il écrit à Mersenne que son contradicteur propose dans sa règle de formation des tangentes, une reprise de la méthode dite de fausse position. Il lui reproche de raisonner par l'absurde (méthode de raisonnement qui passe à ses yeux pour « la façon de démontrer la moins estimée et la moins ingénieuse de toutes celles dont on se sert en Mathématiques »). Il vante sa propre méthode, tirée, selon ses mots, « d'une connaissance de la nature des équations » et qui suit, selon lui, « la plus noble façon de démontrer qui puisse être… »
Jean de Beaugrand publie alors un pamphlet pour défendre Fermat contre le S. des C. — c'est-à-dire : S(ieur) des C(artes) —, sans mentionner donc les noms des protagonistes. Il expose les résultats de Fermat sur la détermination des tangentes. Il dénonce ceux, plus compliqués, de Descartes dont la méthode consiste à définir le cercle osculateur pour déterminer la tangente à partir de ce cercle.
Jean Itard lit dans les publications de Beaugrand la preuve de la supériorité de Pierre de Fermat dans la compréhension de la nature affine du problème des contacts. Selon ses mots, Fermat n'avait rien, ou presque, pour expliquer la nature affine de l'existence (et de la construction) des tangentes à une courbe ; car il ne s'agit pas d'un problème métrique. C'est pourtant ce qui le placera au-dessus de Descartes dans ce problème des tangentes où l'orthogonalité des axes de coordonnées n'est d'aucune importance. C'est ce que souligne Beaugrand dans son pamphlet anonyme.

### Petit théorème de Fermat
Si p est un nombre premier et a un entier naturel non divisible par p, alors {\displaystyle {a^{p-1}\equiv 1{\pmod {p}}}}.
Voir aussi « Théorème d'Euler », dont ce théorème est un cas particulier.
Gottfried Wilhelm Leibniz a rédigé en 1683 une démonstration qu'il ne publie pas.
Leonhard Euler a démontré le théorème en 1736 par les mêmes arguments. Il communique cette preuve le 2 août 1736 à l’Académie de Saint-Pétersbourg et publie cette première démonstration en 1741. Elle repose sur une récurrence et l'utilisation du développement du binôme.
Fermat n'a pas fourni sa démonstration ; le 18 octobre 1640, il écrit à Frénicle de Bessy :

« Tout nombre premier mesure infailliblement une des puissances -1 de quelque progression que ce soit, et l'exposant de la dite puissance est sous-multiple du nombre premier donné -1… [...] Et cette proposition est généralement vraie en toutes progressions et en tous nombres premiers; de quoi je vous envoierois la démonstration, si je n'appréhendois d'être trop long. »

Une opinion sur le point de savoir si Fermat tenait une démonstration correcte peut dépendre de l'opinion qu'on adopte sur une autre question, à savoir si Fermat a prétendu ou non avoir démontré sa conjecture (erronée) sur les nombres qui portent son nom.[pas clair]
Les méthodes de Fermat ont évolué avec le temps et il paraît difficile de reconstruire ce qu'a pu être son raisonnement.

### Théorème des deux carrés de Fermat
Le théorème général affirme : « Un entier est somme de deux carrés si et seulement si chacun de ses facteurs premiers de la forme 4k + 3 intervient à une puissance paire. »
Albert Girard l'énonce en 1625, dans sa première « traduction » des œuvres de Stevin.
Dans le cas où le nombre est premier, Fermat énonce quinze ans après cette première formulation qu'« un nombre premier impair est la somme de deux carrés si, et seulement si, il est congru à 1 modulo 4. »
Les historiens des sciences s'accordent à penser que Fermat n'a pas lu Girard.
Afin de fournir la preuve de son théorème, Fermat met au point une méthode, dite de la descente infinie. Possède-t-il pour autant une preuve de son théorème ? Il déclare à Carcavi en août 1659 :

« Lorsqu'il me fallut démontrer que tout nombre premier, qui surpasse de l'unité un multiple de 4, est composé de deux quarrés, je me trouvai en belle peine. Mais enfin une méditation diverses fois réitérée me donna les lumières qui me manquoient, et les questions affirmatives passèrent par ma méthode, à l'aide de quelques nouveaux principes qu'il y fallut joindre par nécessité. »

Il laisse toutefois l'indication qui suit :
« Si un nombre premier pris à discrétion, qui surpasse de l'unité un multiple de 4, n'est point composé de deux quarrés, il y aura un nombre premier de même nature, moindre que le donné, et ensuite un troisième encore moindre, etc. en descendant à l'infini jusques à ce que vous arriviez au nombre 5, qui est le moindre de tous ceux de cette nature, lequel il s'ensuivroit n'être pas composé de deux quarrés, ce qu'il est pourtant. D'où on doit inférer, par la
déduction à l'impossible, que tous ceux de cette nature sont par conséquent composés de deux quarrés. »
dont l'idée forte permit à Euler de donner, un siècle après, une preuve complète du théorème des deux carrés.

### Théorème de Fermat sur les nombres polygonaux
Tout entier s'écrit :

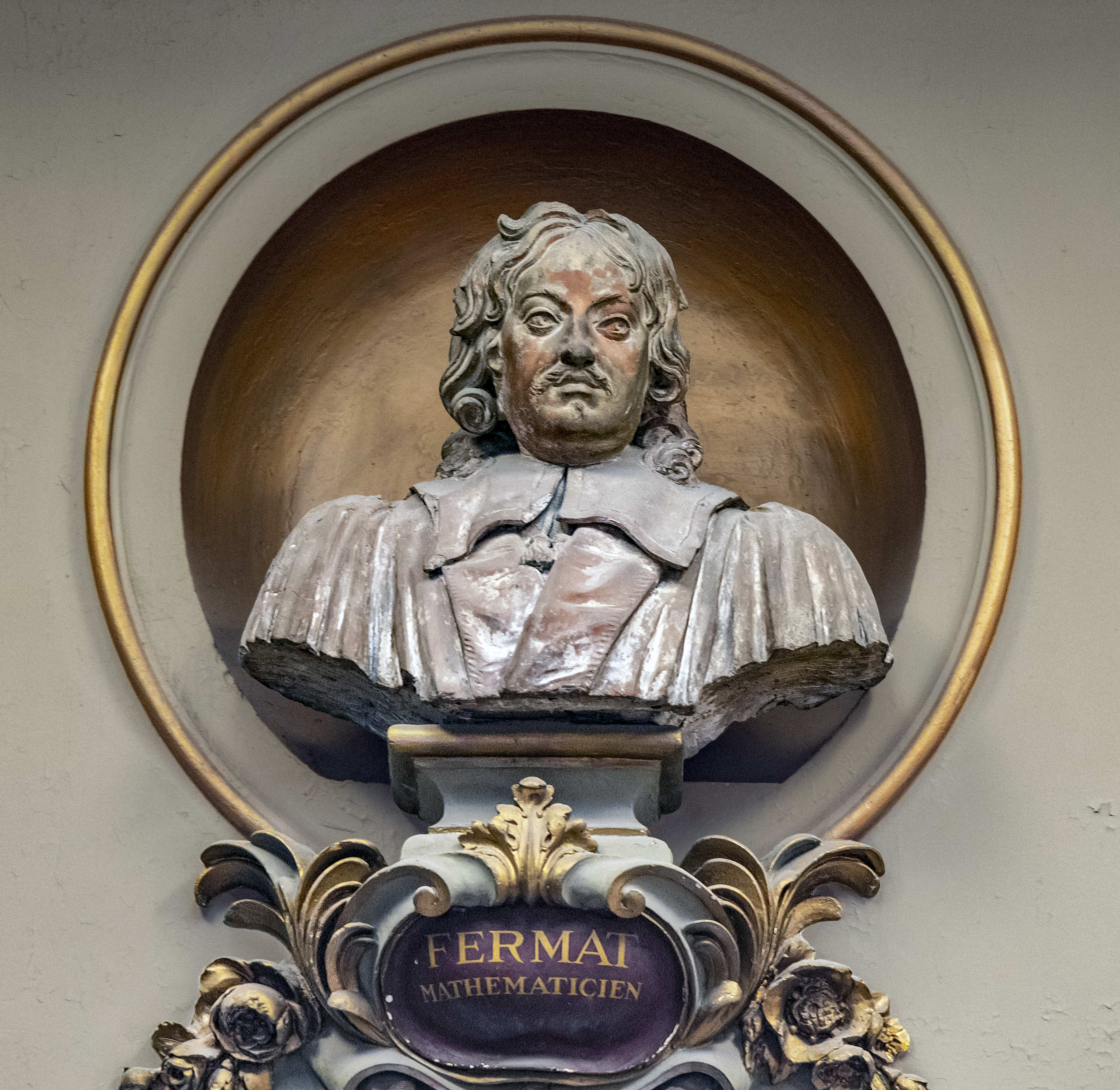
Buste dans la salle Henri Martin du Capitole de Toulouse.

- comme somme d'au plus 3 nombres triangulaires
- comme somme d'au plus 4 nombres carrés
- comme somme d'au plus 5 nombres pentagonaux
- etc.

où les nombres polygonaux sont construits comme suit :
- nombres triangulaires :
{\displaystyle 1\ ;\ 3\ (=1+2)\ ;\ 6\ (=1+2+3)\ ;\ 10\ (=1+2+3+4)\dots \ :} le ne nombre triangulaire est égal à la somme des n premiers entiers naturels non nuls ;
- nombres carrés :
{\displaystyle 1\ ;\ 4\ (=1+3)\ ;\ 9\ (=1+3+5)\ ;\ 16\ (=1+3+5+7)\dots \ :} le ne nombre carré est égal à la somme des n premiers entiers naturels impairs ;
- nombres pentagonaux :
{\displaystyle 1\ ;\ 5\ (=1+4)\ ;\ 12\ (=1+4+7)\ ;\ 22\ (=1+4+7+10)\dots \ :} le ne nombre pentagonal est égal à la somme des n premiers entiers naturels congrus à 1 modulo 3 ;
- nombres polygonaux d'ordre m :
{\displaystyle 1\ ;\ 1+(m-1)\ ;\ 1+(m-1)+(2m-3)\ ;\ 1+(m-1)+(2m-3)+(3m-5)\dots \ :} le ne nombre polygonal d'ordre m est égal à la somme des n premiers entiers naturels congrus à 1 modulo (m-2).

Énoncé par Fermat, le théorème a d'abord été démontré dans le cas particulier des carrés, au XVIIIe siècle par Joseph-Louis Lagrange, à partir de résultats partiels obtenus par Euler. Jacobi en donna aussi une démonstration différente au début du XIXe siècle. Gauss résolut le cas des nombres triangulaires (n=3) en 1796. La démonstration générale a été donnée par Cauchy en 1813.

### Dernier théorème de Fermat
Il n'existe pas de nombres entiers strictement positifs x, y, z vérifiant l'équation xn + yn = zn lorsque n est un entier strictement supérieur à 2.

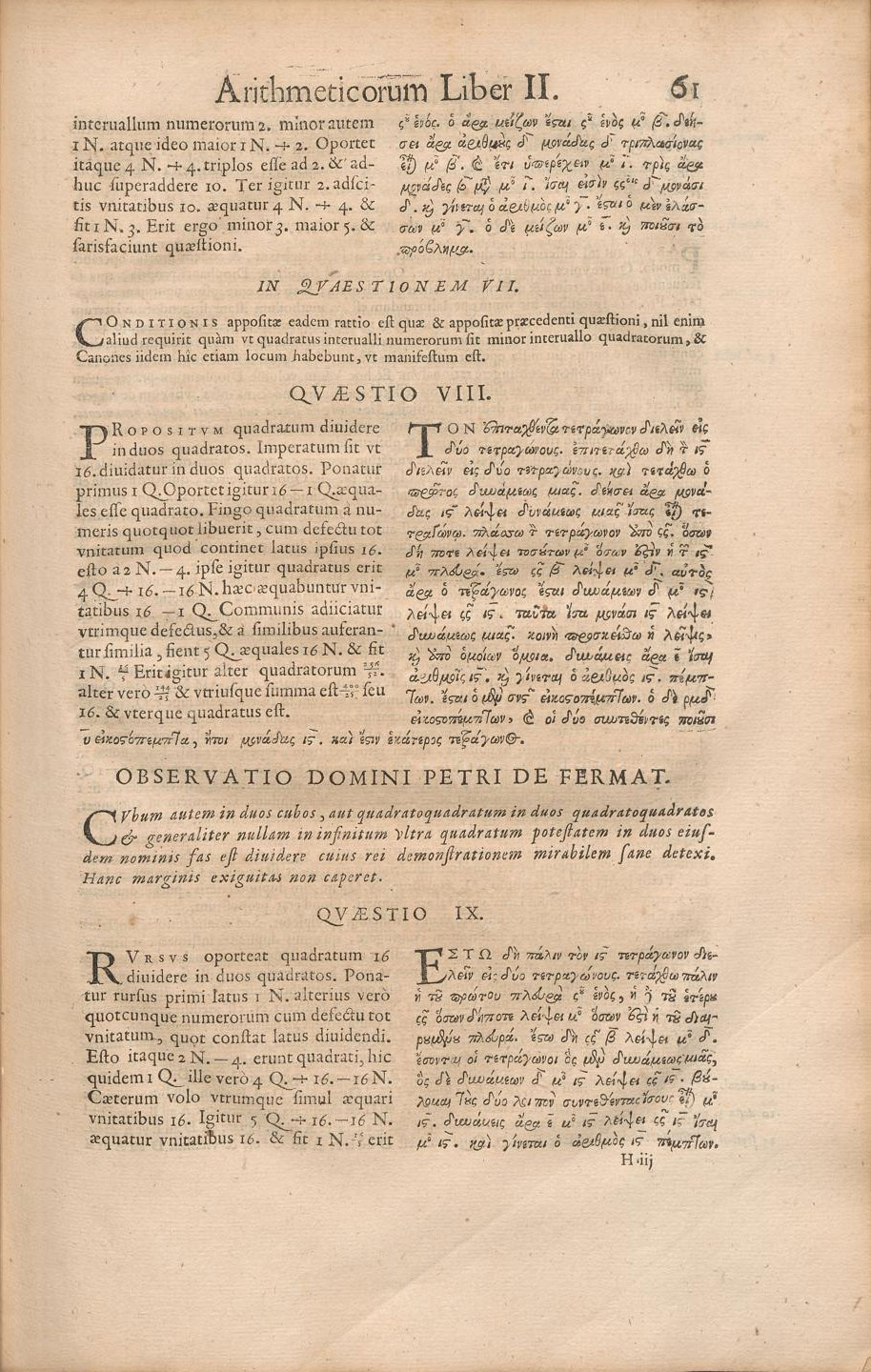
Cette édition de 1670 de Diophante reprend le texte de la note que Fermat avait écrite (en latin) en regard du problème II.VIII de Diophante, sur son exemplaire de l'édition de 1621 : « démonstration véritablement merveilleuse que cette marge est trop étroite pour contenir. »

Ce théorème fut démontré par le mathématicien anglais Andrew Wiles de l'Université de Princeton, avec l'aide de Richard Taylor. Après une première présentation en juin 1993, puis la découverte d'une erreur et un an de travaux supplémentaires, la preuve fut finalement publiée en 1995 dans Annals of Mathematics.
Pierre de Fermat lui-même écrivit dans la marge de son exemplaire des Arithmétiques qu’il en avait découvert une démonstration vraiment remarquable, mais manquait de place pour la décrire :
« Au contraire, il est impossible de partager soit un cube en deux cubes, soit un bicarré en deux bicarrés, soit en général une puissance quelconque supérieure au carré en deux puissances de même degré : j'en ai découvert une démonstration véritablement merveilleuse que cette marge est trop étroite pour contenir. »
Il semble assez improbable que Pierre de Fermat ait réellement réussi à démontrer ce théorème dans le cas général ; en effet, la démonstration réalisée par Andrew Wiles (même si le dernier théorème de Fermat n'en est qu'un corollaire) utilise des outils mathématiques d'une grande complexité dont on ne semble guère pouvoir se passer. Compte tenu des connaissances de son époque, Fermat ne pouvait pas les soupçonner,.

### Méthode de la descente infinie
Fermat est le promoteur d'une méthode de démonstration issue de l'Antiquité : la descente infinie. Supposons qu'une proposition P dépendant d'un rang entier n (> 0) vérifie la propriété : « Si P est vraie à un rang quelconque r, elle l'est à un certain autre rang q strictement inférieur à r ». Alors on peut conclure que P est fausse pour tout rang. En effet, pour tout r, l'application récurrente de la propriété permet de construire une chaîne infinie de rangs décroissants r > q >...>... Or les rangs étant entiers positifs, la longueur de la chaîne ne peut pas être supérieure à r.
La descente infinie peut être utilisée, par exemple, pour démontrer le cas particulier n = 4 du dernier théorème de Fermat.

### Principe de Fermat (optique)
Le trajet parcouru par la lumière entre deux points est toujours celui qui optimise le temps de parcours.

## Portrait du personnage
Il semble que son aversion envers les polémiques et les confrontations, son caractère conciliant et, peut-être, la raison le poussent à se consacrer à son passe-temps, les mathématiques, pour échapper aux conflits et aux ambiguïtés de sa vie professionnelle. Toute sa vie, bourgeoise et provinciale, il conserve un lien étroit avec son village natal, Beaumont-de-Lomagne, où il préside à plusieurs reprises le conseil général. Deux de ses filles, Catherine et Louise, y sont baptisées, les 20 août 1641 et 28 juin 1655. Fermat est un homme réservé, presque timide, très charitable, conciliant au point d'occuper un très haut poste au sein d'une institution plutôt opposée à la Couronne, en tant que représentant des intérêts régionaux, tout en ayant de bonnes relations avec la cour. Il confie à Mersenne qu'il ne recherche pas la gloire et qu'il est « dépourvu d'ambition ». Cette affirmation est à nuancer. Il est clair que Fermat est fier de sa carrière au sein de la magistrature et des hauts postes qu'il a obtenus ; de même, il espère que ses travaux mathématiques lui apportent la reconnaissance. Mais cette ambition est, il est vrai, modeste. La reconnaissance de ses collègues lui suffit, il ne se soucie pas d'être admiré du grand public. Lorsqu'il constate que cette reconnaissance ne vient pas, il en est blessé, l'indifférence ou l'hostilité de certains de ses contemporains le déçoit. Cette personnalité explique peut-être pourquoi Fermat — « le plus paresseux des hommes », comme il se qualifie lui-même dans une lettre à Mersenne — ne publie jamais sous son nom de son vivant et pourquoi il évite, dans la mesure du possible, de fournir des démonstrations des résultats qu'il annonce à ses correspondants. Convaincre les gens de la justesse de ses résultats ne fait pas partie de ses préoccupations. Le travail de démonstration lui semble être une perte de temps, qui serait mieux employé à découvrir de nouveaux résultats qu'à prouver rigoureusement ceux qui lui paraissent évidents.

## Fermat dans la culture populaire

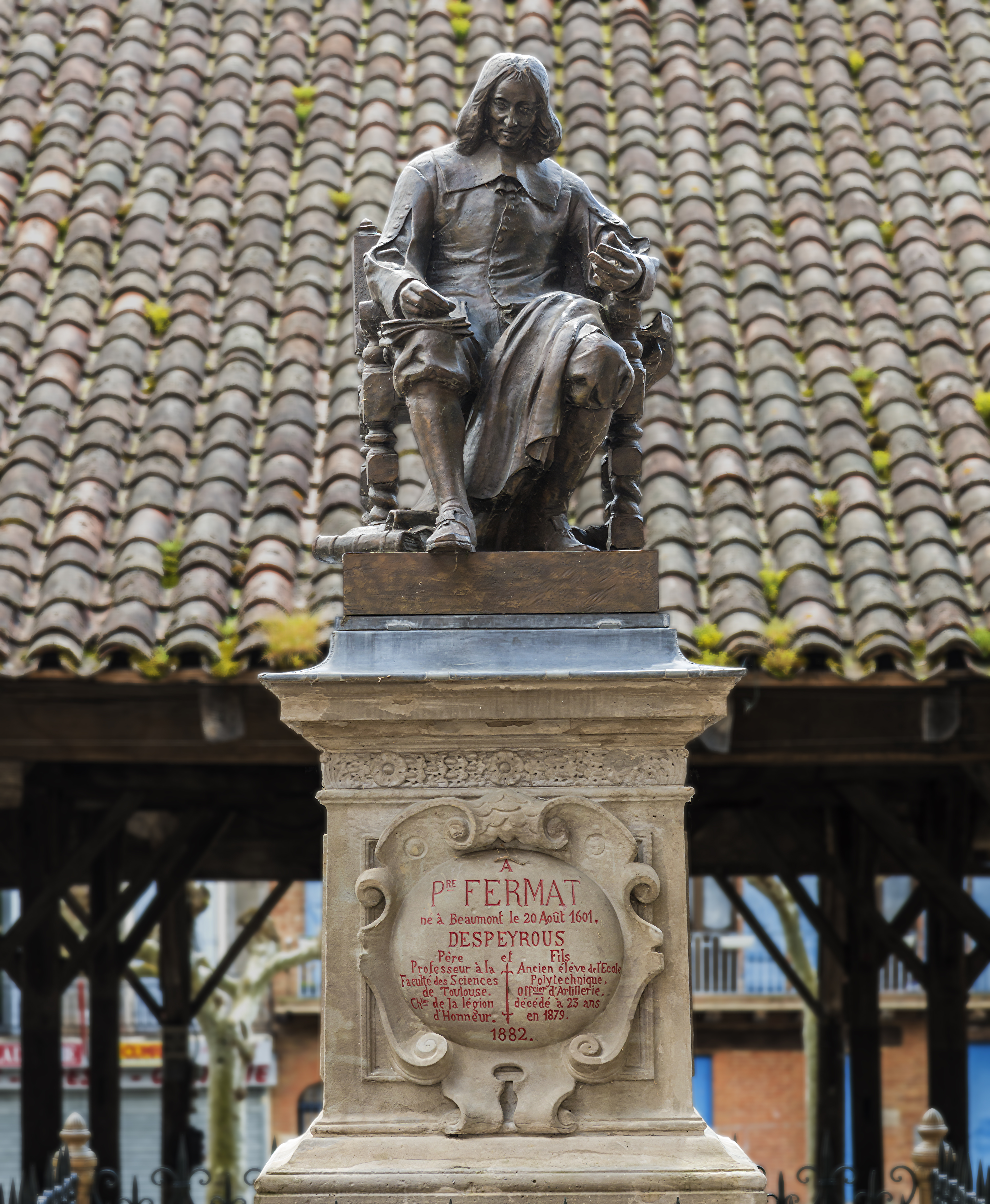
Monument à Fermat à Beaumont-de-Lomagne

### À Beaumont-de-Lomagne
Dans la ville natale de Fermat, l'association Fermat Science organise tout au long de l'année des manifestations culturelles autour des mathématiques et des sciences (conférences, ateliers, expositions, etc.),,.
Depuis juillet 2024, le Musée Fermat rend hommage au mathématicien. Entre transmission et innovation, ce musée met à l'honneur les mathématiques et le patrimoine et propose des trésors cachés à travers des jeux et des expositions pour tous.

### Cinéma
Dans le film espagnol de Luis Piedrahita et Rodrigo Sopeña La habitación de Fermat (La cellule de Fermat), cinq mathématiciens se retrouvent sur l'invitation anonyme d'un certain Fermat (Federico Luppi). Affublés de noms de mathématiciens célèbres, leurs pseudonymes pour la soirée, ils se voient soumettre par leur hôte une des dernières énigmes scientifiques de notre temps. Hilbert est un vieux chercheur, Pascal un ingénieur obnubilé par les applications commerciales ; Galois et Oliva sont deux jeunes génies… Arrivés dans leurs chambres, les mathématiciens comprennent qu'ils sont piégés. Ce thriller mathématique aux effets garantis n'entretient cependant qu'un lointain rapport avec Fermat ou la conjecture de Goldbach.

### D'autres occurrences
Un « contre exemple » au dernier théorème de Fermat se trouve illustré par un montage mettant en scène Homer Simpson où apparaît l'égalité : 1 78212 + 1 84112 = 1 92212. En réalité, l'égalité n'est pas vérifiée (la somme d'un nombre pair et d'un nombre impair n'est évidemment pas un nombre pair), mais la différence (700 212 234 530 608 691 501 223 040 959 ≈ 7 × 1029) est minime par rapport aux nombres en question (1 92212 ≈ 2,5 × 1039) de manière que l'« égalité » soit vérifiée dans les 10 premières décimales. En particulier, cette différence n'est pas visible sur les calculatrices standard.
Dans le deuxième tome de Millenium : La Fille qui rêvait d'un bidon d'essence et d'une allumette, de Stieg Larsson, Lisbeth dénoue le dernier théorème de Fermat en trois semaines.
Le roman Le Théorème du Perroquet de Denis Guedj publié en 1988, traite par la fiction du dernier théorème de Fermat et de l'histoire des mathématiques. On y lit un hommage à la méthode des minima, si injustement décriée par René Descartes :
« Avec soixante ans de retard, M. Ruche comprit ce que plus de trois siècles plus tôt Fermat avait compris : un arc infiniment petit d’une courbe peut être assimilé au segment correspondant de la touchante. »
Dans le roman historique La Conjecture de Fermat de Jean d'Aillon, Louis Fronsac doit apporter à Blaise Pascal un imaginaire unique exemplaire de la démonstration du dernier théorème rédigée par Fermat. Les péripéties de sa mission amènent évidemment à la destruction du manuscrit.
Dans le roman Le Théorème de l'engambi de Maurice Gouiran, la démonstration du dernier théorème entraîne une bande d'amis marseillais typiques dans des aventures pittoresques.

## Hommages

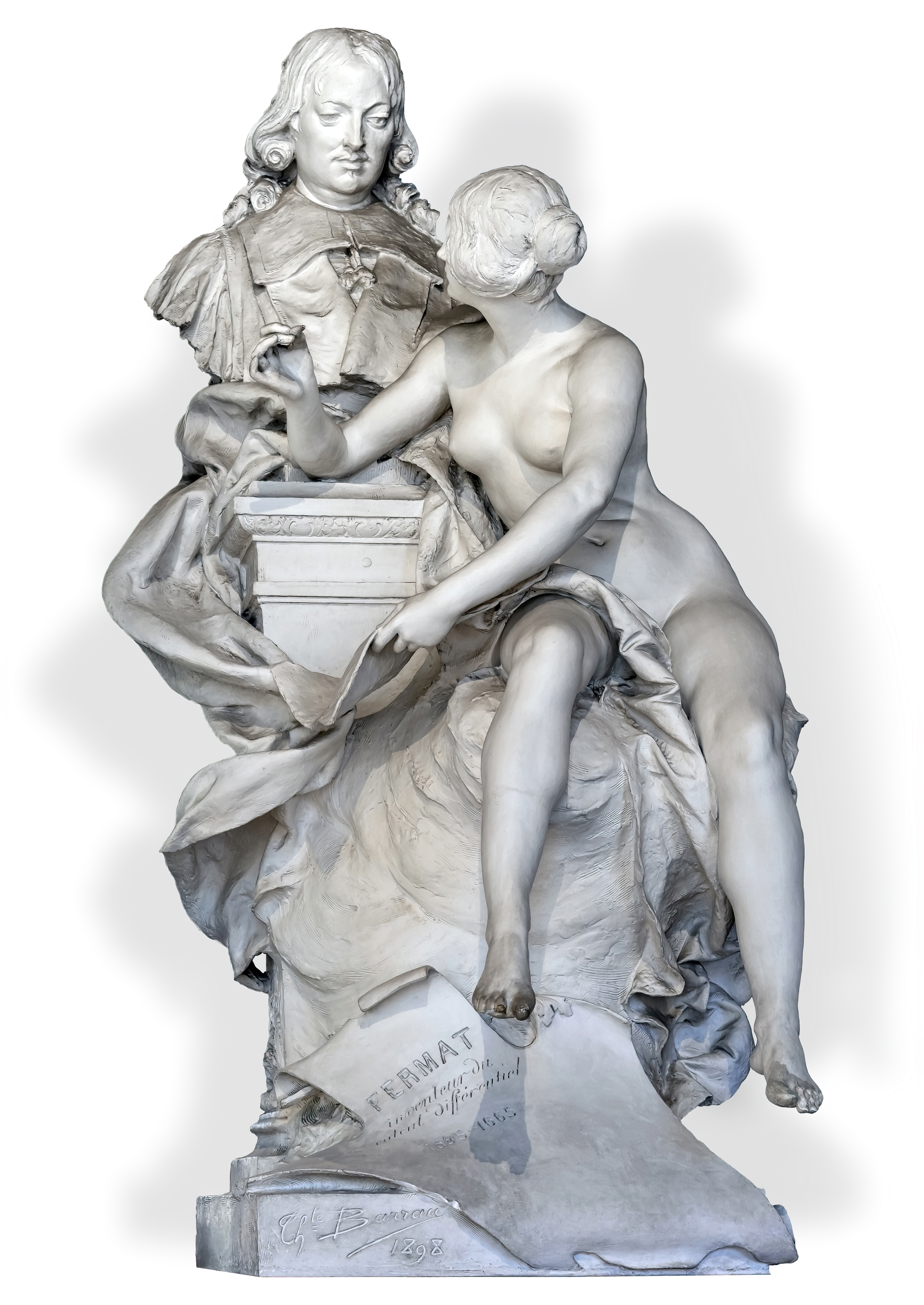
Fermat et sa muse, buste de Théophile Barrau (1898) dans la salle des Illustres au Capitole de Toulouse

- Le musée Musée Fermat de Beaumont de Lomagne, installé dans sa maison natale (labellisée maison des illustres par le Ministère de la Culture[45]) située au 3 rue de Pierre-de-Fermat à Beaumont-de-Lomagne, rend hommage au mathématicien[46].
- Une plaque est apposée sur sa maison natale.
- En 1935, l'Union astronomique internationale a donné le nom de Fermat à un cratère lunaire.
- Un bâtiment du CNES à Toulouse porte son nom[47].
- En 1957, sur proposition du maire de Toulouse Raymond Badiou, le lycée des garçons de la ville, jusque-là sans nom, est renommé en son honneur lycée Pierre-de-Fermat[F 13]. Un buste en Pierre de Fermat est présent à l'accueil du lycée.
- Le prix Fermat récompense la recherche en mathématiques, organisé par l'Institut de mathématiques de Toulouse, il est établi en 1989 et décerné à tous les deux ans.
- Un timbre poste du dernier théorème de Fermat a été émis par La Poste française en 2001, en commémoration du 400e anniversaire de sa naissance[48].
- La place Pierre-de-Fermat à Reims.
- L'astéroïde (12007) Fermat porte son nom.
- Le 17 août 2011, Google célèbre la naissance de Pierre de Fermat en modifiant son logo pour un tableau vert sur lequel est inscrite une formule mathématique[49].
- Un navire câblier de Orange Marine, mis en service en 2014, a été baptisé le Pierre de Fermat[50].

## Publications
- Paul Tannery, Charles Henry et Cornelis de Waard, Œuvres de Fermat, publiées sous les auspices du Ministère de l'instruction publique, Paris, Gauthier-Villars et cie, 1891-1922, 5 vol. 23×29 cm (lire en ligne)
  - Tome 1, Paris, 1891 (lire en ligne)
  - Tome 2, Paris, 1894 (lire en ligne)
  - Tome 3, Paris, 1896 (lire en ligne)
  - Tome 4, Paris, 1912 (lire en ligne)
  - tome 5, Paris, 1922
- « Du contact des sphères, par Fermat, traduit par Hachette », Journal de l'École polytechnique, t. 2-cahier 8,‎ juin 1812, p. 279-289 (lire en ligne)

#### Bases de données et dictionnaires
- Ressources relatives à la recherche :   - Biodiversity Heritage Library
  - La France savante
  - MacTutor
  - Mathematical Reviews
  - Mathematics Genealogy Project
  - ZbMATH
- Notices dans des dictionnaires ou encyclopédies généralistes :   - Britannica
  - Den Store Danske Encyklopædi
  - Deutsche Biographie
  - Enciclopedia italiana
  - Gran Enciclopèdia Catalana
  - Hrvatska Enciklopedija
  - Internetowa encyklopedia PWN
  - Larousse
  - Proleksis enciklopedija
  - Store norske leksikon
  - Treccani
  - Universalis
  - Visuotinė lietuvių enciklopedija
- Notices d'autorité :   - VIAF
  - ISNI
  - BnF (données)
  - IdRef
  - LCCN
  - GND
  - Italie
  - Japon
  - CiNii
  - Espagne
  - Pays-Bas
  - Pologne
  - Israël
  - NUKAT
  - Catalogne
  - Suède
  - Vatican
  - Australie
  - WorldCat